# Alice Pestana
Alice Evelina Pestana Coelho (Santarém, 7 de abril de 1860 — Madrid, 24 de dezembro de 1929) foi uma humanista,  jornalista portuguesa, pedagoga da Institución Libre de Enseñanza, feminista e fundadora da Liga Portuguesa da Paz em 1899, considerada a primeira organização feminista em Portugal.

## Biografia
Nascida com o nome Maria Evelina Pestana Coelho, foi filha de Matilde Soares Pestana, uma dama culta que morreu ao dar à luz o seu filho José Eduardo, quando Alice tinha apenas cinco anos. O pai de Alice, Eduardo Augusto Villar Coelho, voltaria a casar-se nove anos depois, tendo ela e os seus irmãos sido criados pela avó materna (de quem finalmente tomaria o apelido Pestana).
Educada por instrutoras inglesas, estudou diversos idiomas, piano e canto. Era fluente em português, castelhano, francês e inglês. Iniciou-se como jornalista no jornal  "The Financial  and Mercantil Gazette" de Lisboa e  "O Espectro da Granja".Entre 1888 e  1893 fez várias viagens pela Europa e escreveu contos, novelas, ensaios e artigos. Em 1892, apresenta a sua tese  «O que deve ser a instrução secundária da mulher?», no Congresso Pedagógico Hispano-Português-Americano, na altura coincidiu com o IV Centenário da Descoberta da América..
Ingressou na Sociedade Altruista, criada por José Pessanha, assocação dedicada à mulher, a criança e o progresso moral da humanidade que viria dar lugar em 1899 à  "Liga Portuguesa da Paz",  instituição na qual Pestana foi a primeira presidente..
Em 1890, Bernardino Machado a havia apresentado a Francisco Giner de los Ríos durante uma visita a Lisboa. Através desse encontro, conheceria o seu futuro esposo, o também membro da "Institución Libre de Enseñanza" Pedro Blanco Suárez, com o qual se casaria em 5 de janeiro de 1901 em Lisboa indo viver depois para Madrid, onde residiu até à morte.
Em 1914, ganhou um lugar de professora de francês para as escolas de adultos da própria "ILE. Nesse mesmo ano, a recém proclamada Primeira República Portuguesa, Pestana foi bolseira da Junta de Ampliación de Estudios, para realizar relatório técnico sobre os avanços das propostas educativas republicanas em Portugal, fruto daquela viagem foi o livro La educación en Portugal, editado em 1915. Um ano depois, ao fundar-se o "Patronato del niño delincuente", ela foi nomeada Secretaria do mesmo organismo, cargo que desempenhou até ao seu desaparecimento em 1925.
Em 1922, Alice Pestana havia sofrido os primeiros sintomas de uma enfermidade nervosa. Depois de uma queda com rotura de cadeira e obrigada a permanecer deitada, faleceu finalmente  no dia 24 de dezembro de 1929.

## Geração feminista portuguesa
Alice Pestana se enquadra no panorama de mulheres intelectuais de Portugal, entre elas temos Carolina Michaëlis de Vasconcelos (1851-1925), Adelaide Cabete (1867-1935), Maria Clara Correia Alves (1869-1948), Beatriz Paes Pinheiro de Lemos (1872-1922), Ana de Castro Osório (1872-1935), Albertina Paraíso (1874-1954), Carolina Beatriz Ângelo (1877-1911), Maria Olga Morais Sarmento da Silveira (1881-1948), Virgínia Guerra Quaresma (1882-1973). Elas e outras fazem parte de uma vasta lista de mulheres com perfil marcadamente feminista, republicano e socialista.

## Obras
- "Relatorio da viagem de estudo a estabelecimentos de instrucção secundaria do sexo feminino na Inglaterra, Suissa e França"  Diario do Governo, appendice ao n.o 17 de 25 de Janeiro 1889.
- [pseud. Caiel] O que deve ser a instrucção secundaria da mulher? Lisboa, typ. Estereotypia Moderna, 1892.
- Relatorio de uma visita de estudo a estabelecimentos de ensino profissional do sexo feminino no estrangeiro, Lisboa, Imp. Nacional, 1893.
- [pseud. Caiel] Amor à antiga, 2 vols., Lisboa, Parceria Antonio Maria Pereira, 1894.
- [pseud. Caiel] A filha do João do Outeiro, Lisboa, Parceria Antonio Maria Pereira, 1894.
- Madame Renan, Lisboa, Imp. Nacional, 1896.
- [pseud. Caiel] Genoveva Montanha, Lisboa, Companhia Nacional Editora, 1897
- [pseud. Caiel] Genoveva Montanha. Lisboa, Companhia Nacional Editora, 1898.
- [pseud. Caiel] La femme et la paix. Appel aux mères portugaises. (Quarto centenario do descobrimento da India. Contribuições da Sociedade de Geographia). Lisboa, Imp. Nacional, 1898.
- [pseud. Caiel] Primeiras leituras, 2.ª ed. Lisboa, Parceria Antonio Maria Pereira, 1899.
- O tio Victorino. Novella dedicada ás creanças portuguezas em commemoração da festa nacional do quarto centenario da India, Lisboa, Parceria Antonio Maria Pereira, 1900.
- Revista branca. Dedicada aos pequenos e aos novos, Lisboa, Parceria Antonio Maria Pereira, 1900. [24 numeros]
- [pseud.Caiel] Commentarios á vida, Lisboa, Parceria Antonio Maria Pereira, 1900.
- Testamento de mãe. Novella. [Com dedicatoria a Teixeira Bastos com a data de abril 1900], Lisboa, Parceria Antonio Maria Pereira, 1900.
- [pseud. Caiel] Ás mães e ás filhas. Contos. 3.a edição accrescentada com o conto Superstição ou remorso? Lisboa, Parceria Antonio Maria Pereira, 1900. [A 1.ª edição appareceu em 1886 e a 2.ª em 1888. Preliminares de Thomaz Ribeiro, D. Antonio da Costa, Julio Cesar Machado e Maria Amalia Vaz de Carvalho]
- [pseud. Caiel] Desgarrada, Lisboa, Parceria António Maria Pereira, 1902.[8]
- De longe. Contos illustrados com 110 boas gravuras, Lisboa,Parceria Antonio Maria Pereira, 1904.
- Francisco Acebal, Dolorosa, Traducção de Caiel, Lisboa, Parceria Antonio Maria Pereira, 1905.
- [pseud. Caiel] Retalhos de Verdade, Lisboa, Parceria Antonio Maria Pereira, 1908.
- Primeira agonia. Episodio dramatico em 1 acto representado pela primeira vez no theatro de D. Maria II em 13 de janeiro 1900.
- Genoveva Montaña. Version española por «Un lusofilo», Madrid, LibreriA de Fernando Fé, 1901.
- Cuentos (por Alicia Pestana), Barcelona, António Lopez, [1903]
- Laura Brackenbury, La enseñanza de la Gramatica [Tradução de Alice Pestana], s. l. Ediciones de la Lecture [c. 1908]
- La educacion en Portugal (por Alicia Pestana), Madrid, junta para Amparo de Estudios y Investigaciones Científicas, 1915.
- El protectorado del niño delincuente (un ensayo de educacion correccional, s.d. n.l., 1935